# 三星Gear S
三星Gear S（Samsung Gear S）於2014年9月3日在德國IFA大會與Samsung Galaxy Note 4及Samsung Galaxy Note Edge同場發表。Gear S是Samsung Gear系列的第三代智能手錶，同期的兢爭對手是Apple Watch、Sony SmartWatch 3及Mato 360

## 特點
- 2吋360×480 Super AMOLED曲面螢幕，配合手腕的形狀。
- 4 GB內置記憶體
- 1Ghz 雙核心處理器
- 支援IP67防塵防水認證
- 可插入Nano-Sim
- 支援3G上網
- 設有心跳感應器及紫外線感應器
- 可自行更換錶帶
- 作業系統：Tizen
- 顏色：黑／白
- 錶帶顏色：黑、白、藍、紅及灰色